# Alaptus bidentatus
Alaptus bidentatus är en stekelart som beskrevs av Girault 1938. Alaptus bidentatus ingår i släktet Alaptus och familjen dvärgsteklar. Inga underarter finns listade i Catalogue of Life.